# ارا استرفی
ارا استرفی (به انگلیسی: Era Istrefi) (زاده ۴ ژوئیه ۱۹۹۴) یک خواننده و ترانه‌سرای کوزوویی-آلبانیایی است.
آهنگ ارا استرفی به همراه ویل اسمیت و نیکی جم با نام live it up در مورد جام جهانی فوتبال ۲۰۱۸ به عنوان برترین آهنگ جام جهانی انتخاب شد و قبل از بازی فینال بین کرواسی و فرانسه به‌طور زنده در ورزشگاه اجرا شد از سوی دولت کوزوو از این خواننده تقدیر شد. و با آهنگ بان بان (بان‌بان) به شهرت رسید.
وی با آرش در آهنگ No Maybes همکاری کرد.